# Boschi di Monti di Sodolungo - Rosso (Città di Castello)
Boschi di Monti di Sodolungo - Rosso (Città di Castello) este o arie protejată (arie specială de conservare — SAC, sit de importanță comunitară — SCI) din Italia întinsă pe o suprafață de 2.755 ha, integral pe uscat.

## Localizare
Centrul sitului Boschi di Monti di Sodolungo - Rosso (Città di Castello) este situat la coordonatele 43°28′00″N 12°22′00″E / 43.466667°N 12.366667°E.

## Înființare
Situl Boschi di Monti di Sodolungo - Rosso (Città di Castello) a fost declarat sit de importanță comunitară în iunie 1995 pentru a proteja 1 specie de plante și 81 de specii de animale. Situl a fost protejat și ca arie specială de conservare în august 2014.

## Biodiversitate
Situată în ecoregiunea continentală, aria protejată conține 4 habitate naturale: Galerii de Salix alba și de Populus alba, Pseudostepă cu ierburi și specii anuale de Thero-Brachypodietea, Formațiuni de Juniperus communis pe lande sau pajiști calcaroase, Pajiști uscate seminaturale și facies de acoperire cu tufișuri pe substraturi calcaroase (Festuco-Brometalia) (* situri importante pentru orhidee).
La baza desemnării sitului se află mai multe specii protejate:
- plante (1): Himantoglossum adriaticum
- păsări (71): uliu păsărar (Accipiter nisus), pițigoi codat (Aegithalos caudatus), Alectoris rufa, lăstunul mare (Apus apus), ciuf-de-pădure (Asio otus), șorecarul comun (Buteo buteo), caprimulg (Caprimulgus europaeus), sticlete (Carduelis carduelis), Certhia brachydactyla, florinte (Chloris chloris), erete vânăt (Circus cyaneus), botgros (Coccothraustes coccothraustes), porumbel gulerat (Columba palumbus), cioară neagră (Corvus corone), Corvus monedula, prepeliță (Coturnix coturnix), cuc (Cuculus canorus), pițigoi albastru (Cyanistes caeruleus), lăstun de casă (Delichon urbicum), ciocănitoare pestriță mare (Dendrocopos major), Dryobates minor, presură sură (Emberiza calandra), presură bărboasă (Emberiza cirlus), măcăleandru (Erithacus rubecula), șoimul rândunelelor (Falco subbuteo), vânturel roșu (Falco tinnunculus), cinteză (Fringilla coelebs), gaiță (Garrulus glandarius), rândunică (Hirundo rustica), capîntortură (Jynx torquilla), sfrâncioc roșiatic (Lanius collurio), forfecuță gălbuie (Loxia curvirostra), ciocârlie de pădure (Lullula arborea), privighetoare (Luscinia megarhynchos), codobatură galbenă (Motacilla alba), muscar sur (Muscicapa striata), grangur (Oriolus oriolus), ciuf-pitic (Otus scops), pițigoi mare (Parus major), vrabie de câmp (Passer montanus), potârniche (Perdix perdix), pițigoi de brădet (Periparus ater), fazan (Phasianus colchicus), codroș de munte (Phoenicurus ochruros), pitulice de munte (Phylloscopus bonelli), pitulice de munte (Phylloscopus collybita), coțofană (Pica pica), ciocănitoarea verde (Picus viridis), pițigoi sur (Poecile palustris), brumăriță de pădure (Prunella modularis), mugurarul (Pyrrhula pyrrhula), aușel sprâncenat (Regulus ignicapilla), aușel cu cap galben (Regulus regulus), mărăcinar negru (Saxicola torquatus), sitar de pădure (Scolopax rusticola), cănăraș (Serinus serinus), țiclete (Sitta europaea), scatiu (Spinus spinus), turturică (Streptopelia turtur), huhurez mic (Strix aluco), graur (Sturnus vulgaris), silvie cu cap negru (Sylvia atricapilla), silvie de câmp (Sylvia communis), silvie mediteraneană (Sylvia melanocephala), pănțărușul (Troglodytes troglodytes), sturzul viilor (Turdus iliacus), mierlă (Turdus merula), sturz-cântător (Turdus philomelos), sturz (Turdus pilaris), sturzul de vâsc (Turdus viscivorus), pupăză (Upupa epops)
- amfibieni (1): Triturus carnifex
- mamifere (1): lupul (Canis lupus)
- nevertebrate (2): croitorul mare al stejarului (Cerambyx cerdo), rădașcă (Lucanus cervus)
- pești (5): Barbus tyberinus, Padogobius nigricans, Rutilus rubilio, Squalius lucumonis, Telestes muticellus
- reptile (1): țestoasă bănățeană (Testudo hermanni)

Pe lângă speciile protejate, pe teritoriul sitului au mai fost identificate 3 specii de plante, 1 specie de păsări, 6 specii de amfibieni, 21 de specii de mamifere, 4 specii de nevertebrate, 2 specii de pești, 10 specii de reptile.